# Oxyopes longinquus
Oxyopes longinquus är en spindelart som beskrevs av Tord Tamerlan Teodor Thorell 1891. Oxyopes longinquus ingår i släktet Oxyopes och familjen lospindlar. Inga underarter finns listade i Catalogue of Life.